# Walter Schramm-Dunker
Walter Schramm-Dunker (beim Theater) bzw. Walter Schramm-Duncker (beim Film) (* 9. Oktober 1890 als Georg Walter Schramm in Königs Wusterhausen; † 15. November 1944 in Marienbad) war ein deutscher Schauspieler und Sänger bei Bühne und Film sowie ein Theaterregisseur.

## Leben und Wirken
Der Sohn des Schneidermeisters Emil Schramm und seiner Frau Christine, geb. Eichholz, hat zunächst, ohne sonderlich auf sich aufmerksam zu machen, Theater gespielt und trat obendrein als Sänger in Erscheinung. Über viele Jahre hinweg ist kein Festengagement Schramm-Dun(c)kers auszumachen, dafür war er seit 1934 ein gefragter Kleindarsteller beim Film. Schramm-Dun(c)ker deckte vor der Kamera quasi die gesamte Chargenpalette ab: Er spielte einen Farmer wie einen Aktenabhefter, einen Ballgast wie einen Reporter, einen Bühneninspizient wie einen Portier, einen Schneidermeister wie einen Bauer.
Nur kurzzeitig, von 1939 bis 1943, ist auch ein festes Bühnenengagement des Künstlers nachzuweisen, als Schramm-Dun(c)ker an zwei am Berliner Schiffbauerdamm gelegenen Spielstätten wirkte: dem Schiffbauerdamm-Theater und dem Komödienhaus. Im Zuge der Evakuierung von Krankenhauspatienten aus Berlin in der Spätphase des Zweiten Weltkriegs kam er nach Marienbad, wo er Ende 1944 starb und auf dem dortigen Berliner Friedhof beigesetzt wurde.

## Filmografie
- 1925: Das Recht muß siegen
- 1934: Fräulein Liselott
- 1935: Einer zuviel an Bord
- 1935: Der höhere Befehl
- 1935: Kater Lampe
- 1935: Wenn die Musik nicht wär’
- 1936: Der müde Theodor
- 1936: Maria, die Magd
- 1937: Mein Sohn, der Herr Minister
- 1937: Zu neuen Ufern
- 1937: Urlaub auf Ehrenwort
- 1937: Die Umwege des schönen Karl
- 1938: Heimat
- 1938: Am seidenen Faden
- 1938: Im Namen des Volkes
- 1939: Die Geliebte
- 1939: Der Gouverneur
- 1939: Hallo Janine
- 1939: Das Ekel
- 1939: Die Sache mit dem Hermelin (Kurzfilm)
- 1939: Premiere der Butterfly
- 1939: Robert Koch, der Bekämpfer des Todes
- 1939: Kennwort Machin
- 1939: Kongo-Express
- 1939: Sensationsprozeß Casilla
- 1940: Der ungetreue Eckehart
- 1940: Die lustigen Vagabunden
- 1940: Das himmelblaue Abendkleid
- 1940: Falstaff in Wien
- 1940: Die Rothschilds
- 1941: Ohm Krüger
- 1941: Krach im Vorderhaus
- 1941: Immer nur Du
- 1941: Zwischen Himmel und Erde
- 1942: Rembrandt
- 1942: Die goldene Stadt
- 1942: Der große Schatten
- 1943: Kollege kommt gleich
- 1943: Akrobat schö-ö-ö-n
- 1943: Die Feuerzangenbowle
- 1943/47: Jugendliebe